# Solone
(Solone, frammento 24 Gentili-Prato)
Solone (in greco antico: Σόλων?, Sólōn; Atene, 638 a.C. – 558 a.C.) è stato un politico, giurista e poeta ateniese, di nobile famiglia.

## Biografia

### Origini familiari
Solone, nato attorno al 638 a.C., apparteneva ad una famiglia di antica nobiltà che faceva risalire le sue origini a Codro ma che, per ricchezza e potenza, veniva associata al ceto medio. Il padre, almeno secondo la quasi totalità degli storici antichi, era Essecestide, discendente di Codro; solo Filocle afferma che Solone sia figlio di Euforione. La madre, di cui non è noto il nome, era cugina della madre di Pisistrato, con il quale Solone avrebbe avuto strettissimi rapporti. Infatti, in principio, vi fu una grande amicizia fra loro tanto da culminare in un rapporto paideutico che comunque lasciò traccia anche quando vennero a contrasto per le opposte idee politiche e non degenerò mai in accanimento aspro o brutale.

### Giovinezza
Sin da giovane Solone dovette dedicarsi al commercio poiché il padre aveva dissestato il patrimonio di famiglia facendo beneficenza e, dato che non desiderava ricevere aiuto da altri ed amava la conoscenza, fu per questo che probabilmente intraprese lunghi viaggi. Quale fosse il suo sentimento preminente comunque non è noto, dal momento che in alcune poesie successive descrive che ricco sia chi: «molto argento ed oro/possiede, e distese di terra ferace di messi,/ e muli e cavalli, sia chi questo ha soltanto,/benessere di ventre, di fianchi e di piedi,/ e goder giovinezza di fanciullo e donna,/quando anche questo giunga e con l'età di accordi».

Tuttavia, altrove riporta: 
(Plutarco, Solone, 2.4)

### Interesse poetico e filosofico
In ogni caso, oltre al commercio, si dilettava a comporre poesie, in principio per svago e diletto nei momenti di ozio ma che poi sarebbero divenuti l'espressione di precetti filosofici e questioni politiche a giustificazione degli atti da lui compiuti e, talvolta, esortazioni agli ateniesi. Alcuni affermano che perfino le leggi promulgate da Solone fossero state pubblicate in versi in una raccolta di cui tramandano l'incipit:
(Plutarco, Solone, 3.4)
Dalla poesia, ben presto si dedicò alla filosofia morale mentre dimostrò, a differenza del contemporaneo Talete, con cui, comunque, strinse una profonda amicizia, uno scarso interesse per la scienza pratica, in cui fu sempre assai ingenuo e antiquato. Sempre in questi anni strinse amicizia con Anacarsi, il quale comunque, quando Solone iniziò a dedicarsi alla politica, prese a criticarlo; tale polemica è riportata da Plutarco nei seguenti termini:
(Plutarco, Solone, 5.4-5)

### Ascesa politica

#### Conquista di Salamina

Mappa dell'Attica.

L'ascesa politica di Solone si colloca a seguito del lungo conflitto che coinvolse Atene e Megara per il possesso dell'isola di Salamina, sita nel Golfo Saronico. Infatti, esausti per la guerra, gli ateniesi decisero di stipulare un armistizio con Megara riconoscendo a quest'ultima il possesso dell'isola ed inoltre promulgarono una legge con cui vietavano, sotto pena di morte, di proporre ancora, per voce o tramite scritti, che la città rivendicasse Salamina.
Allora, almeno secondo la tradizione, Solone, insofferente per il disonore ed osservando che molti giovani desideravano arruolarsi per riconquistare l'isola ma desistevano per via della legge, finse di essere uscito di senno e propalò la notizia a tutta la città. Poi, segretamente, compose un'elegia di cento versi, la imparò a memoria ed un giorno, improvvisamente, corse all'Agorà e la declamò in pubblico.
(Plutarco, Solone, 8.2: incipit dell'elegia.)
Quando terminò la recitazione, fu applaudito da numerosi cittadini mentre Pisistrato esortava pubblicamente i cittadini a dar retta alle parole di Solone e quindi ad abrogare la legge: gli ateniesi, persuasi, fecero ciò, ripresero il conflitto ed affidarono le truppe a Solone.
Quanto alla conquista di Salamina sono riportate due versioni:
- secondo la prima, Solone, direttosi per mare a Coliade, ove le donne ateniesi erano intente a sacrificare a Demetra, insieme a Pisistrato, inviò a Megara un messaggero affinché, fingendosi disertore, esortasse i nemici ad armare la flotta e a navigare verso Coliade per prendere come ostaggi le più importanti donne ateniesi. I megaresi gli credettero ed inviarono una piccola flotta con uomini disarmati: quando Solone vide i nemici, fece fuggire le donne, indusse i più giovani, ancor imberbi, a travestirsi da donna nascondendo dei pugnali. Una volta salpati, gli ateniesi furono attaccati dai megaresi i quali però, convinti di aver a che fare con donne disarmate, furono sopraffatti. Vinto in questo modo lo scontro, la flotta ateniese fece rotta su Salamina, indifesa, e la conquistò[14];
- secondo la seconda versione, Solone, dopo aver sacrificato a Perifemo e Cicreo (in ottemperanza ad un vaticinio dell'oracolo di Delfi) ed ottenuti dagli ateniesi circa 500 volontari, salpò con numerose barche da pesca scortate da una nave a trenta remi ed approdò in Salamina. I megaresi, informati dei fatti, si mobilitarono ed inviarono una nave per controllare gli avversari che, tuttavia, fu catturata dagli ateniesi. Solone, allora, imbarcati i più forti degli ateniesi sulla nave catturata, comandò loro di veleggiare verso la città di Salamina e, con il resto delle truppe, affrontò il nemico; mentre ancora la battaglia infuriava, i soldati sulla nave sbarcarono e conquistarono la città[15].

Infine, poiché i megaresi persistevano nelle pretese, le due parti decisero di risolvere la controversia mediante un arbitrato svolto da cinque spartiati i quali, dopo un contrastato verdetto, seguirono le perorazioni di Solone (che, a sua volta si basava sulla testimonianza dell'Iliade) ed attribuirono l'isola ad Atene.

#### Ruolo nell'affare di Cilone
Dopo il successo di Salamina, aumentarono il prestigio e la popolarità di Solone che divenne noto anche al di fuori di Atene, quando fu tra i promotori di un intervento militare volto a tutelare l'oracolo di Delfi dalle pretese dei cirrei. In virtù di tale prestigio, Solone tentò di promuovere una soluzione ai contrasti tra i fautori di Cilone e quelli degli Alcmeonidi.
Tale contrasto derivava dal 632 a.C. quando l'arconte Megacle della famiglia degli Alcmeonidi aveva persuaso i congiurati del fallito colpo di Stato di Cilone, supplici sotto la protezione di Atena, a scendere dall'Acropoli e presentarsi in giudizio. Per fare ciò, i seguaci di Cilone legarono sé stessi, come in una catena, alla statua della dea in modo da ricevere la protezione della divinità ma l'espediente non funzionò: si spezzò il filo che li univa alla statua e Megacle, insieme agli altri arconti, cogliendo la palla al balzo, affermarono che gli dei respingevano la supplica e ordinarono il massacro di tutti
.
In quegli anni, però, i seguaci di Megacle, invisi per il sacrilegio, furono sottoposti alle pressioni dei fautori di Cilone, la cui potenza era al culmine: Solone, allora, estraneo ad entrambe le parti, riuscì a convincere i fautori di Megacle a sottoporsi ad un processo e ad accettare il verdetto di trecento giudici che, infine, li condannarono all'esilio.

#### Contrasti sociali
La situazione, tuttavia, non si calmò sia perché i megaresi, approfittando dei disordini, si erano impadroniti di Nisea e di Salamina sia perché i timori generali erano esacerbati da timori superstiziosi tanto che era stato chiamato Epimenide di Festo per provvedere alla riforma dei culti ed infine per i contrasti sociali derivanti dalla forte disparità delle ricchezze.
Infatti, cessato il turbamento per l'affare di Cilone, gli ateniesi si erano divisi in tre fazioni, connotate dai rispettivi territori d'appartenenza: i Diacri (abitanti delle regioni montuose dell'Attica) favorivano un regime democratico, i Pediei (i ricchi possidenti terrieri della pianura tra Atene ed Eleusi) difendevano l'oligarchia, i Parali (cittadini delle coste) sostenevano una forma mediana ed era di ostacolo agli altri due.
Tali contrasti erano esacerbati dalla disparità economica tra ricchi, proprietari terrieri, e poveri che, pur coltivando la terra, erano tenuti a versare ai primi un sesto del prodotto e che, in caso di carestie, erano costretti a contrarre forti debiti offrendo come garanzia la propria persona e quella dei familiari; il mancato pagamento del debito comportava automaticamente la caduta nello stato servile.

### Arconte
Per questi motivi, una parte dei cittadini ateniesi, considerando che Solone era estraneo ai soprusi dei più ricchi e che, allo stesso tempo, era distante dalle istanze demagogiche dei più poveri, caldeggiarono la sua candidatura quale arconte una volta che fosse scaduto il mandato di Filombroto.
Secondo, invece, Fania di Lesbo, la candidatura di Solone avvenne in circostanze leggermente diverse dato che, così scrive, promise segretamente ai nullatenenti la ripartizione delle terre, agli abbienti la conferma dei titoli di credito ma ciò non corrisponde agli scritti di Solone stesso in cui afferma di essersi sempre accostato con titubanza al potere.
In ogni caso, nel 594 o 591 a.C., ottenne l'arcontato con l'incarico straordinario di pacificatore e di legislatore sia perché i ricchi lo accettarono in quanto benestante e di nobile famiglia sia perché i poveri lo apprezzavano per l'onestà.
Tale popolarità, peraltro, indusse diversi cittadini, specialmente gli appartenenti al ceto medio, a proporre agli affari pubblici una sola persona, la più giusta ed assennata, mentre i più intimi amici lo spronavano, in virtù delle origini, a restaurare l'antica monarchia di cui era, in effetti, il legittimo erede.
Tuttavia, nessuno di questi argomenti smosse Solone dai suoi propositi tanto da rispondere che la tirannide è sì una bella fortezza ma senz'alcuna uscita oppure in versi:
(Plutarco, Solone, 14.9)
In ogni caso, pur avendo rifiutato la tirannide, Solone non resse il governo della città in modo più dolce né tanto meno cedette alle opposte fazioni: dove la situazione era accettabile, non introdusse alcuna riforma, ove, invece, occorreva intervenire, cercò di convincere i cittadini ad accettare un punto di compromesso che potesse soddisfare le opposte esigenze. Difatti, quando gli fu domandato se avesse scritto le leggi migliori per gli ateniesi, Solone rispose: «Le migliori tra quelle che avrebbero accettato».

#### Estinzione dei debiti
Il primo intervento di Solone fu lo sgravio, o meglio, estinzione dei debiti ch'egli impose facendo approvare una legge che obbligava ogni creditore a condonare i debiti esistenti e imponeva che in futuro nessuno prestasse denaro con garanzia sulla persona del debitore
Tuttavia la natura del provvedimento è controversa: infatti se Plutarco ironizzando afferma che Solone addolcì la realtà spiacevole chiamando "sgravio" l'estinzione tout court dei debiti; Androzione, riportato da Plutarco medesimo, scrisse che Solone intervenne non con un condono, ma riducendo il peso degli interessi manipolando il tasso di cambio tra mina e dracma: se in precedenza una mina valeva settantatré dracme, Solone la valutò 100 dracme svalutando di fatto il credito.
Di questo provvedimento Solone stesso scrisse in un'elegia vantandosi della terra in precedenza ipotecata e dei cittadini, venduti in terra straniera, da lui ricondotti in patria:
(Plutarco, Solone, 15.6)

#### Riforma costituzionale
Per quanto criticato dai ricchi per l'annullamento dei titoli di credito e disprezzato dai più poveri che non avevano ottenuto la ripartizione delle terre, Solone riuscì a conseguire il sostegno di gran parte della cittadinanza che decise di affidargli tutte le materie istituzionali, magistrature, assemblee, tribunali affinché ne determinasse il censo ed il numero dei componenti, la modalità delle adunanze conservando o abrogando a suo parere le istituzioni esistenti e costituite.
In primo luogo, quindi, Solone abrogò le leggi di Dracone, invise per l'eccessiva durezza, salvo quelle in materia di omicidio.
Poi, si accinse a risolvere l'impasse politico, derivante dal fatto che l'intera vita pubblica era nelle mani delle contrapposte stirpi (γένη) aristocratiche le quali, a loro volta, costituivano quattro tribù (Opleti, Argadei, Geleonti ed Egicorei) che eleggevano ciascuna cento membri della "Boulé (βουλή) dei Quattrocento"; infine, a fianco dell'assemblea si poneva l'organo esecutivo dell'Areopago che, un tempo, era presieduto dal re.
Solone, pertanto, nell'intento di creare forme di mobilità sociale e di offrire i diritti politici a tutti i cittadini, sostituì alle quattro tribù gentilizie quattro nuove tribù in cui distribuì la cittadinanza in base al censo, ricavato dalle rendite dei poderi posseduti: 
- Pentacosiomedimni: che ogni anno ricavavano più di 500 medimni di grano dai loro campi.
- Cavalieri (o Triacosiomedimni): coloro che potevano mantenere un cavallo o ricavavano tra 500 e 300 medimni di grano.
- Zeugiti: ricavavano tra 300 e 200 medimni di grano.
- Teti: la maggioranza, i lavoranti dei campi, coloro che guadagnando meno di 200 medimni di grano, non esercitavano alcuna magistratura esecutiva ma potevano partecipare alle assemblee e ai tribunali.

Poi, bisogna considerare che Solone, disponendo l'equiparazione tra i medimni (unità di misura per il grano) e i metreti (unità di misura per i liquidi e principalmente olio e vino), avvantaggiò non poco i ceti medi ed i piccoli proprietari.
Infatti, poiché olio e vino necessitano di molto meno spazio rispetto alla coltivazione cerealicola, Solone permise anche ai meno abbienti (che possedevano quindi meno terre) di avere uguali diritti di coloro che ne possedevano di più, a condizione che coltivassero il loro piccolo appezzamento con olio e vino in maniera intensiva.
Inoltre, se in un primo tempo la partecipazione dei teti ai tribunali apparve irrilevante, ben presto spiegò i suoi effetti quando Solone concesse ai cittadini il diritto di appello davanti ai tribunali anche nei confronti di un provvedimento emesso da una magistratura, espressione quindi delle classi più agiate. Peraltro, l'importanza di tali tribunali fu estesa ulteriormente con la concessione a qualunque cittadino del diritto di azione anche in nome e per conto di un altro soggetto, in assenza dell'interesse ad agire nella controversia, fatto che, certamente, aumentò il numero delle controversie (e quindi anche l'importanza dei tribunali) ma cercò anche di creare una coscienza generale.

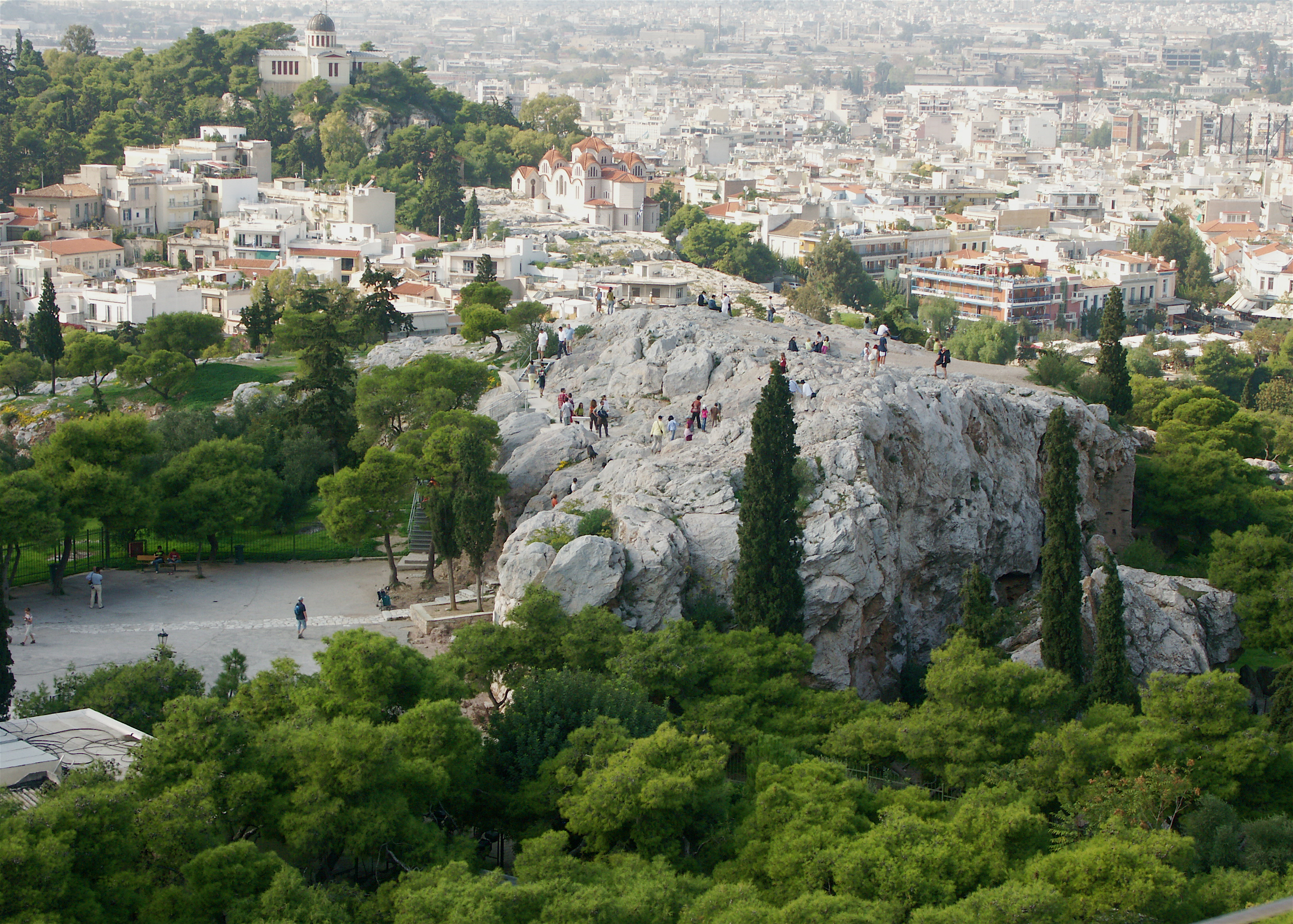
Veduta della collina dell'Areopago, uno dei centri di potere al tempo di Solone.

Riformati i tribunali, Solone riorganizzò l'Areopago: infatti, dopo aver costituito con gli arconti annuali il consiglio dell'Areopago (già preesistente con funzioni esecutive e giuridiche), formò un secondo consiglio, scegliendo cinquanta membri da ciascuna delle tribù e dispose che esso esaminasse gli affari correnti preliminarmente rispetto all'assemblea popolare affinché bilanciasse il potere dell'assemblea.

#### Attività legislativa
Accanto alla riforma costituzionale, Solone promosse una copiosa legislazione che intervenne in diversi aspetti della vita economica e sociale ateniese a cui egli stesso assegnò una validità di cento anni e che fu scritta su tavole di legno girevoli disposte in intelaiature quadrate conservate al Pritaneo.
Di esse, si ricorda la normativa che puniva con l'esilio chi, in caso di turbamenti politici, non avesse parteggiato per nessuna fazione, volendo in tale modo sensibilizzare il comune cittadino all'interesse verso la cosa pubblica e quelle norme in materia matrimoniale.
In tale ambito, Solone sancì il diritto per la moglie di sposare, in caso di impotenza del marito, il suo parente più prossimo, l'abolizione della dote (salvo tre vesti e poche suppellettili), allo scopo di limitare la venalità delle unioni e dell'uso, per le donne, di graffiarsi, percuotersi e levare lamentazioni ad alta voce durante le cerimonie funebri.
Tuttavia, accanto a tali norme, Solone dispose una normativa assai incoerente in materia di reati sessuali: da un lato, sancì il diritto per il marito di uccidere in flagrante l'amante della moglie, dall'altro punì lo stupro con una ammenda di cento dracme e, quanto al diritto di vendita di una figlia o sorella, fu limitato all'ipotesi che questa avesse commesso adulterio.
Quanto alle norme successorie, Solone rese lecito il diritto per un cittadino, privo di figli, in salute e capace di intendere e di volere, di lasciare i propri averi anche agli amici più stretti.
Inoltre, fu istituito il reato di diffamazione nei confronti delle persone defunte, e, per i viventi, nelle vicinanze dei templi e di ogni edificio pubblico, comminando ai trasgressori, una pena di cinque oboli (tre alla parte lesa e due allo stato).
In materia economica, sancì il diritto del figlio, anche illegittimo, di non mantenere un padre che non gli avesse insegnato un mestiere onde dare maggiore dignità al lavoro, vietò l'esportazione di qualunque prodotto agricolo salvo l'olio (ponendo un'ammenda di cento dracme per i trasgressori) e disciplinò puntigliosamente gli intervalli per piantare alberi, scavare buche o impiantare alveari.
Infine, riformò il diritto di cittadinanza sancendo che poteva essere concessa solo nei confronti di chi fosse stato esiliato permanentemente dalla patria o fosse giunto in Atene per esercitare un mestiere

### Gli ultimi anni
Dopo aver promulgato le leggi, ben presto Solone fu assillato da chi desiderava recargli ammirazione e da chi, invece, gli chiedeva spiegazioni o per consigliarlo su ulteriori riforme o comunque voleva criticare il suo operato. Pertanto, ritenendo sconveniente non accettare le critiche e al contempo pericoloso acconsentire a modifiche e, desiderando sottrarsi alla cavillosità dei propri concittadini, chiese il permesso di ritirarsi a vita privata e di potersi recare all'estero per dieci anni.

#### Viaggio in Egitto e a Cipro
Innanzitutto soggiornò in Egitto presso Canopo ove per qualche tempo si occupò di filosofia anche con Psenofi di Eliopoli e Sonchi di Sais, tra i più sapienti dei sacerdoti da cui, peraltro, secondo l'opinione di Platone, udì la leggenda di Atlantide.
Poi, fece rotta per Cipro dove divenne assai caro a Filocipro, uno dei re dell'isola: Filocipro aveva una piccola città, Epea, situata su una collina nei pressi del fiume Clario e Solone, affinché fosse più accogliente ed estesa, consigliò al re di abitare anche la pianura vicina. Pertanto molti abitanti si unirono al re la cui potenza crebbe sensibilmente e Filocipro, per rendere onore a Solone, nominò la città Soli. Solone stesso ricorda la fondazione in un'elegia in cui, rivolgendosi a Filocipro dice:
(Plutarco, Solone,26.4)

#### Incontro con Creso

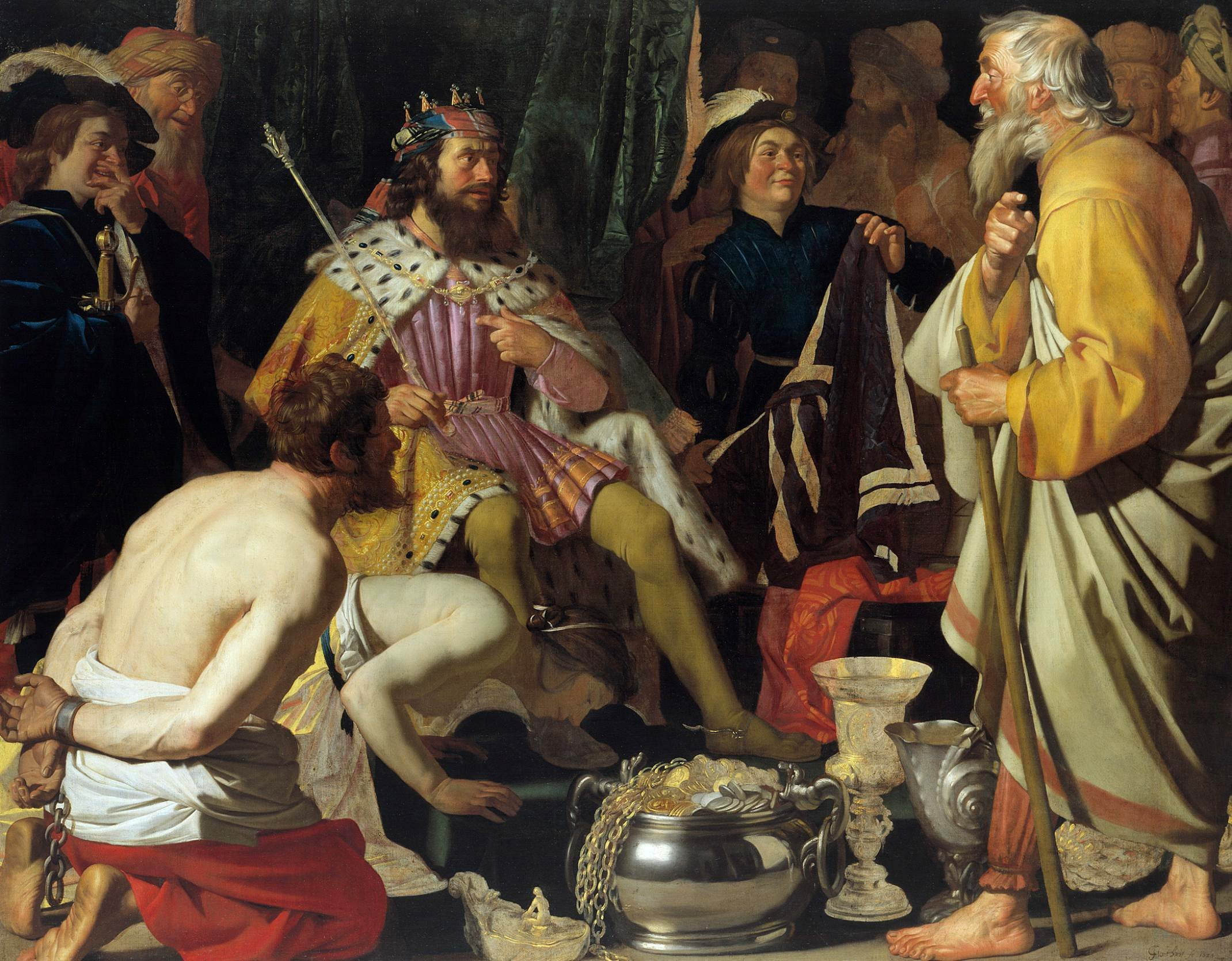
Creso riceve Solone in un quadro di Gerard van Honthorst del 1624 (Solon en Croesus). La tradizione dell'incontro tra Platone e Dionisio I del 388 riprende alcuni motivi illustrati da Erodoto (I, 29-33) in relazione all'incontro tra il re di Lidia e il saggio ateniese.

Quanto all'incontro tra Creso - il re della ricchissima regione della Lidia - e Solone, non si hanno prove certe, tanto che già al tempo di Plutarco (in età imperiale) diversi storici lo smentivano a causa della cronologia e delle contraddizioni tra le versioni riportate dagli autori più antichi.
In ogni caso, si racconta che Solone fu invitato dallo stesso Creso nella sua capitale, Sardi, e che, dopo una visita alla città e al palazzo, estremamente ricchi e sfarzosi, fu chiamato in udienza dal re. Nonostante tutta l'estrema opulenza dell'ambiente, Solone non si emozionò particolarmente, e pertanto il re dispose di fargli visitare la camera del tesoro, di nuovo senza esito.
Ricondotto davanti a Creso, Solone fu interrogato dal re che gli domandò se conosceva qualcuno al mondo più felice di lui e Solone gli raccontò la vicenda di un tale Tello di Atene che, dopo aver vissuto una vita tranquilla e serena e avendo cresciuto figli assai stimati, era morto combattendo. Creso, disprezzando tali parole, volle, tuttavia, mettere alla prova Solone, sicuro che avrebbe indicato il suo nome, e ripeté la domanda: per la seconda volta Solone narrò la vicenda di due persone qualunque, questa volta due fratelli, Cleobi e Bitone, i quali, dopo aver portato con le proprie forze al tempio di Era un carro con sopra la madre, sacerdotessa, morirono la notte seguente. Creso, incollerito, esclamò: «E me, non mi metti per niente nel novero degli uomini felici?». Solone rispose così:
(Diogene Laerzio, Le Vite dei Filosofi, VIII, 51.)
Secondo la tradizione, Creso non fu colpito da tali parole e congedò Solone del quale, tuttavia, comprese la lezione quando fu catturato da Ciro, re dei Persiani e proprio alle parole di Solone dovette, letteralmente, la vita.

#### Ritorno ad Atene
Nel frattempo la situazione politica di Atene era nuovamente peggiorata dato che i cittadini, pur rispettando le leggi di Solone, si erano divisi in tre fazioni: Licurgo capeggiava i Pediei (dal greco pedion, pianura), Megacle, figlio di Alcmeone (discendente dell'omonimo arconte che aveva represso il colpo di Stato di Cilone) i Parali (dal greco paralia, costa) e Pisistrato i Diacri (dal greco diakron, montagna), in gran parte appartenenti ai teti, i più ostili ai ricchi cittadini.
Solone, benché anziano, grazie al suo prestigio cercò di riconciliare i capi delle tre fazioni, ma non ottenne alcun esito, anche perché Pisistrato aspirava alla tirannide.
Infatti un giorno Pisistrato, dopo essersi automutilato, tenne un discorso nell'agorà ed istigò la popolazione asserendo di essere stato vittima di un attentato organizzato dai suoi avversari; il popolo si riunì in assemblea e Aristone propose di assegnargli cinquanta mazzieri come guardia personale. Solone si oppose duramente alla proposta, e svolse molte argomentazioni simili a questa (che lasciò scritta nei suoi versi) per tentare di far desistere i suoi concittadini dall'affidare i mazzieri a Pisistrato:
(Plutarco, Solone, 30.4)
Tuttavia, vedendo che i più poveri erano decisi ad assecondare il suo avversario, mentre i ricchi fuggivano o non si esprimevano, Solone decise di andarsene dall'assemblea ed il decreto fu approvato.

#### Rapporti con Pisistrato
Ottenuto il decreto, Pisistrato non lasciò passare molto tempo prima di occupare l'Acropoli e proclamarsi tiranno, provocando l'immediata fuga di Megacle e degli altri Alcmeonidi. Solone, invece, decise di restare e si recò in assemblea, ove deplorò l'accaduto e disse che sarebbe stato per loro molto più semplice evitare la formazione della tirannide che abbatterla una volta che si fosse costituita.
Non fu ascoltato e pertanto si recò a casa, prese le armi e le piantò davanti alla porta affermando: «Da parte mia, ho portato aiuto alla patria e alle leggi per quanto mi era possibile».
Per il resto dei suoi anni, rimase ad Atene vivendo tranquillamente, rifiutando il consiglio degli amici che lo incitavano a fuggire, ma non smise mai di vituperare la codardia degli ateniesi, scrivendo per esempio:
(Plutarco, Solone, 30.8)
In ogni caso Pisistrato, divenuto padrone dello stato, in alcun modo arrecò molestia a Solone e anzi, lo blandì, dimostrandogli stima ed affetto, al punto da consultarlo come consigliere; inoltre, Pisistrato conservò la costituzione di Solone e ne rispettò gli emendamenti.

### Morte
(Plutarco, Solone, 31.8)
Solone, quindi, visse in pace i suoi ultimi anni attendendo, forse, alla grande opera sulla leggenda di Atlantide che aveva udito in Egitto, ma desistette per la vecchiaia.

Morì nel 558 a.C. durante l'arcontato di Egestrato e le sue ceneri, secondo la tradizione, furono disperse a Salamina.

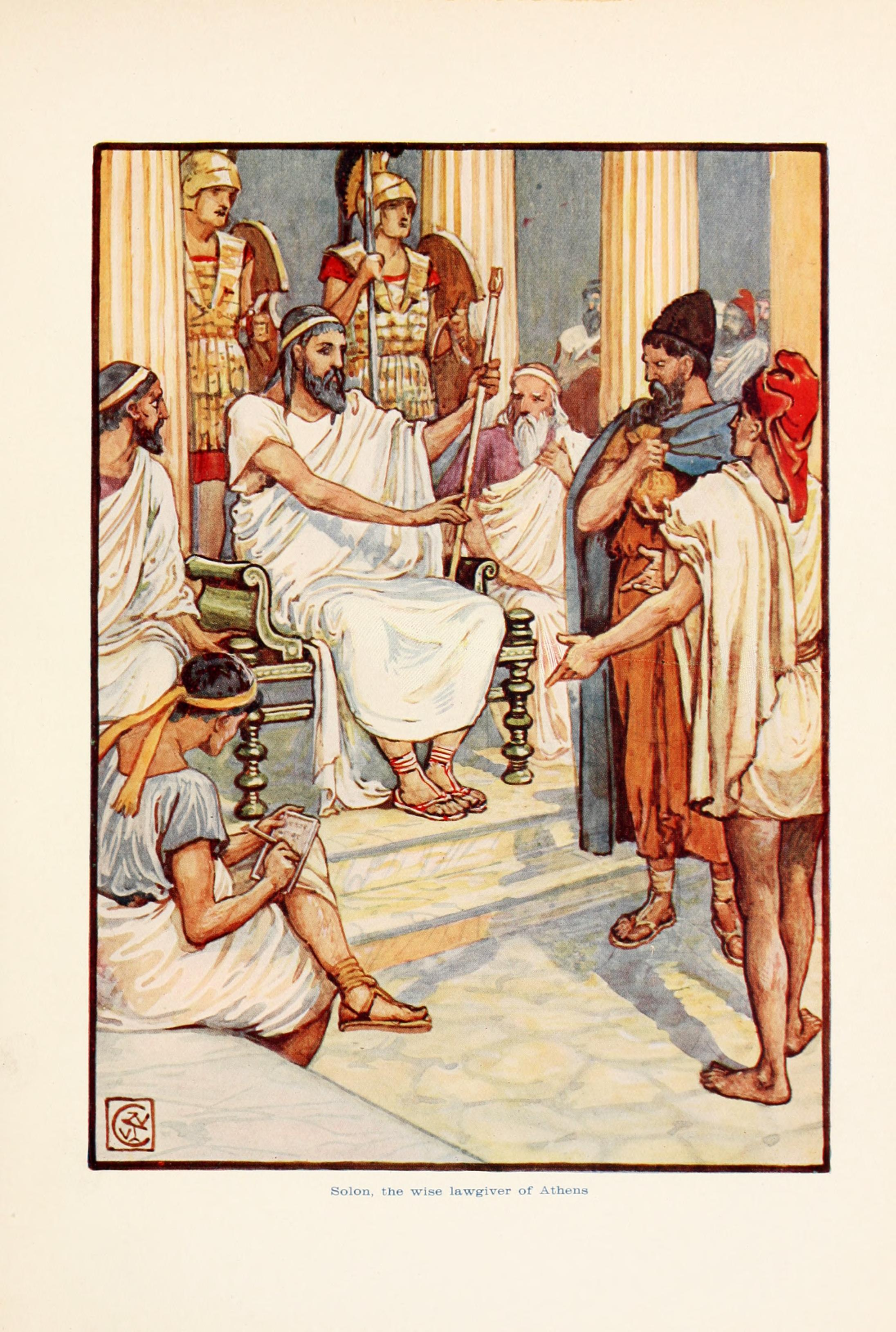
Solone, il saggio di Atene. Illustrazione tratta da The story of Greece: told to boys and girls (191-?).

## Solone e la sessualità
Nella sua opera di regolamentazione della società ateniese Solone, secondo alcuni autori, ne avrebbe anche formalizzato i costumi sessuali.

Da uno dei frammenti superstiti dell'opera del commediografo Filemone di Siracusa si viene a sapere che egli aveva istituito fondi per la realizzazione di una rete di bordelli pubblici cittadini al fine, per così dire, di "democratizzare" la disponibilità del piacere sessuale, ma la veridicità di quest'affermazione resta dubbia. Taluni interpreti considerano significativo il fatto che nell'antica Atene classica, quindi trecento e più anni dopo la morte di Solone, esistesse una tradizione discorsiva che associava le sue riforme con una maggior disponibilità della gratificazione costituita dall'amore eterosessuale.
Gli antichi autori non si trattengono invece dal ripetere come Solone abbia regolato i rapporti conosciuti sotto la definizione di pederastia ateniese; questo fatto viene presentato come un adattamento personalizzato alla nuova struttura (socioeconomica e politica) data alla polis. A quanto questi ne dicono, gli antichi legislatori, quindi implicitamente anche Solone - che figura di diritto tra questi come una delle personalità più rilevanti e autorevoli - hanno elaborato nel corso del tempo tutta una serie di leggi che avevano lo scopo primario di promuovere e salvaguardare l'istituzione della pederastia, ma contemporaneamente anche quello di controllare e prevenire gli abusi che avrebbero potuto essere perpetrati contro i ragazzi nati liberi (gli unici autentici cittadini a tutti gli effetti).
A questo riguardo in particolare, l'oratore Eschine cita legislazioni specifiche che escludevano l'ingresso agli schiavi nelle palestre (il ginnasio antico) e che vietavano loro espressamente di entrare in un contatto pederastico, quindi anche eventualmente erotico, con i figli degli uomini liberi. La descrizione degli articoli legislativi soloniani che viene fatta dagli oratori come Eschine è tuttavia considerata alquanto inaffidabile per una serie di motivi: nei secoli immediatamente seguenti gli ateniesi non esitavano ad attribuire al proprio massimo legislatore qualsivoglia legge si adattasse al loro caso o alla preferenza particolare del momento, cosicché gli scrittori più tardi non ebbero alcun criterio di giudizio per riuscire a distinguere l'opera soloniana originaria da tutte le aggiunte ed interpolazioni successive, tanto più che nessuna collezione completa - e con una qualche sicurezza considerata autentica - dei suoi statuti è sopravvissuta così da poter esser consultata.
Ma oltre al presunto coinvolgimento di Solone con la pederastia attraverso il suo aspetto legale e pubblico, vi sono anche numerosi indizi che suggeriscono un suo coinvolgimento personale e riguardante pertanto la sfera più privata; a sentire vari autori antichi Solone avrebbe preso con sé il futuro tiranno Pisistrato in qualità di proprio eromenos, ovverosia come "ragazzo amato". Aristotele ha tentato di confutare questa convinzione sostenendo che «sono manifeste sciocchezze quelle che pretendono di affermare che Solone fosse l'amante del giovane Pisistrato, in quanto lo scarto di età esistente tra loro non avrebbe ammesso in alcun caso un tale tipo di relazione»: quando Pisistrato aveva 20 anni Solone ne contava difatti già 60 e forse più.
Purtuttavia la tradizione che voleva i due uniti da un legame anche amoroso persistette; ancora quattro secoli dopo Aristotele è la volta di Plutarco che, ignorando lo scetticismo del grande filosofo allievo di Platone, si mette a registrare un aneddoto, integrato con le proprie congetture: si dice che Solone abbia molto amato il giovane Pisistrato e questo è il motivo per cui, anche quando le rispettive opinioni nei riguardi del miglior governo da far adottare alla città differirono molto, questa divergenza non abbia mai prodotto vera inimicizia o passione contraria [odio, contrasto] calda e violenta. Entrambi ricordavano le loro antiche gentilezze, conservando il ricordo del fuoco bruciante dell'amore che nel corso degli anni s'era tramutato in un tenero ed affettuoso sentimento.
Un secolo dopo Plutarco anche Claudio Eliano ci dice che Pisistrato era stato nella primissima gioventù l'eromenos di Solone. Nonostante la sua persistenza, tuttavia, non è mai stato assodato se questa presunta relazione sia stata un reale fatto storico oppure una successiva "mitologizzazione" fabbricata ad arte. È stato anche suggerito che la tradizione che presentava una convivenza pacifica e felice tra l'anziano savio e il giovane uomo politico era coltivata in special modo durante gli anni finali del dominio tirannico di quest'ultimo, quasi fosse una maniera per legittimare ulteriormente il proprio potere, così come quello dei suoi figli.
In ogni caso, quale che ne sia l'origine, le generazioni successive hanno generalmente prestato credito ad una tale rappresentazione dei fatti. La presunta predisposizione verso l'amore nei confronti dei ragazzetti da parte di Solone è stata creduta esser ritrovata e dimostrata anche nella sua espressione poetica, a tutt'oggi costituita solamente da pochi frammenti superstiti. L'autenticità di tutti i frammenti attribuitigli è comunque anch'essa incerta, in particolare proprio gli aforismi a più forte tinta pederastica (in cui si parla delle bellissime cosce lucenti dei fanciulli, riferimento diretto al sesso intercrurale, che era nella stragrande maggioranza dei casi la massima espressione erotica della pederastia greca) vengono da alcune tra le fonti antiche assegnati a Solone, mentre sono invece stati assegnati da altre fonti a Teognide.

## Giudizio

### Operato politico
Il suo operato ad Atene può essere riassunto in questi tre punti:
1. l'abolizione della schiavitù per debiti attraverso il provvedimento chiamato dal popolo seisàchtheia (in greco Σεισάχθεια, letteralmente "scuotimento, scioglimento dei pesi");
2. la riforma timocratica (o censuaria);
3. la riforma del sistema ionico di pesi e misure, che passò dal sistema dell'Eolia a quello euboico.

Tuttavia, nei fatti, le sue riforme non intervenivano sulle disuguaglianze economiche, non prevedevano ridistribuzioni di terre e non colpivano sostanzialmente i privilegi dei più ricchi, dei quali, però, Solone suscitò lo scontento per aver concesso anche ai meno abbienti di partecipare alla vita politica.
In conclusione, Solone si attirò l'ira di tutte le parti sociali, tanto che, alla fine della sua opera, i disordini sociali ad Atene ripresero come in precedenza e aprirono la strada alla tirannide di Pisistrato. Solone, però, si faceva vanto del fatto che nessuno poteva dirsi contento della sua riforma costituzionale, considerando questo fatto come segno di imparzialità della sua opera.
Infatti, distinguendo i cittadini in base al loro censo non annullò certo le loro differenze sociali, né li parificò nelle possibilità di assunzione di responsabilità politiche. Strappò però il controllo assoluto della vita politica ateniese ai pochissimi nobili, che lo detenevano in precedenza per antico diritto di sangue, ponendo così le basi per le successive riforme.

Per tale attività, nella lingua italiana, per estensione, si può indicare come "Solone" un uomo giusto e saggio qualora si voglia denotare un'accezione velatamente ironica.

## Attività filosofica e letteraria
Fra i testi a lui attribuiti compaiono anche testi di carattere autobiografico, ma egli trattò principalmente di politica.

La triade concettuale da lui introdotta, che fu fondamentale per la letteratura greca (venne riproposta, fra i tanti, da Eschilo), è la seguente:
- ὕβρις (hýbris, letteralmente empietà, tracotanza): il peccato di presunzione. Il male, inteso come tracotanza, è una scelta dell'uomo;
- ἄτη (ate, letteralmente accecamento): è un procedimento di degradazione (accecamento) a cui gli dei sottopongono chi si è macchiato di ὕβρις;
- δίκη (dike, letteralmente giustizia): è il motore del processo di giustizia divina.

Delle opere come poeta ricordiamo la cosiddetta Elegia alle Muse, in cui Solone invoca le Muse per chiedere loro la felicità, di avere buona fama e di essere dolce con gli amici e aspro con i nemici. Nell'elegia Εὐνομίη (Eunomia, traducibile con Il buon governo o Sul buon governo), sostiene che il mal governo procura moltissimi mali alla città, mentre il buon governo mostra ogni cosa in buon ordine e sotto di esso ogni azione degli uomini è giusta e saggia.
Solone nelle sue elegie ha utilizzato, dal punto di vista metrico, perlopiù il distico elegiaco, ma non mancano componimenti in cui ha adottato il trimetro e il tetrametro trocaico.